# Château de Gannes
Ne doit pas être confondu avec Château Ganne.
Pour les articles homonymes, voir Gannes (homonymie).
Le château de Gannes est un ancien château fort, en ruines, dont les vestiges se dressent sur le territoire de la commune française de L'Hôme-Chamondot, dans le département de l'Orne, en région Normandie. Les ruines sont inscrites au titre des monuments historiques.

## Localisation
Les vestiges du château sont situés près de la ferme de la Motte, à 1 km au nord-est du bourg de L'Hôme-Chamondot, dans le département français de l'Orne.

## Historique
Le château de Gannes a été détruit, en 1428, par les Anglais, au cours de la guerre de Cent Ans.

## Description
Il ne semble rester du château que la base du donjon quadrangulaire de 15 × 20 m, bâti sur une motte féodale. Ses murs en blocage de silex de plus de 2 m d'épaisseur, chaînés aux angles de grès, n'existent plus que sur le côté est où ils sont conservés sur une dizaine de mètres de hauteur. À l'intérieur, bouleversé par des fouilles de 1956, se trouve l'amorce d'une vis qui devait permettre l'accès à cet étage du donjon. L'entrée devait se faire par le premier étage.

## Protection
Les ruines du château de Gannes sont inscrites au titre des monuments historiques par arrêté du 11 octobre 1933.